# ハヤカワ・SFコンテスト
ハヤカワ・SFコンテストは、早川書房が主宰するSF小説の公募新人賞である。
- ハヤカワ・SFコンテスト：1961年に開始。断続的に1992年の第18回まで行われた。
- ハヤカワSFコンテスト：2012年に開始。

## ハヤカワSFコンテスト（2012年〜）
2010年2月、『SFが読みたい! 2010年版』で18年ぶりの再開が予告され、〈S-Fマガジン〉2012年10月号で正式に告知された。新しい賞は中黒点をとった『ハヤカワSFコンテスト』として「第1回」からの開始となる。日本SFの振興を図る「ハヤカワSF Project」の一環として始めた新人賞という位置づけで、中篇SFおよび長篇SFを対象とし、長さに関わらずもっとも優れた作品に大賞が与えられる。

### 選考委員
- 第1回、第2回：東浩紀、神林長平、小島秀夫 、塩澤快浩
- 第3回 - 第9回：東浩紀、小川一水、神林長平、塩澤快浩
- 第10回、第11回：東浩紀、小川一水、神林長平、菅浩江、塩澤快浩

### 受賞作
| 回（年）         | 応募数 |          | 受賞作                                                  | 受賞者             | 初刊                                                                                  |
| ---------------- | ------ | -------- | ------------------------------------------------------- | ------------------ | ------------------------------------------------------------------------------------- |
| 第1回（2013年）  | 547篇  | 大賞     | 『みずは無間』                                          | 六冬               | 2013年11月（ハヤカワSFシリーズ Jコレクション）                                        |
| 第1回（2013年）  | 547篇  | 最終候補 | 『ファースト・サークル』                                | 坂本壱平           | 2013年12月（ハヤカワ文庫JA）                                                          |
| 第1回（2013年）  | 547篇  | 最終候補 | 「オニキス」                                            | 下永聖高           | 『オニキス』2014年2月（ハヤカワ文庫JA）所収                                           |
| 第1回（2013年）  | 547篇  | 最終候補 | 『テキスト9』                                           | 小野寺整           | 2014年1月（ハヤカワSFシリーズJコレクション）                                          |
| 第1回（2013年）  | 547篇  | 最終候補 | 「新世界より」                                          | 泉氏               |                                                                                       |
| 第2回（2014年）  | 362篇  | 大賞     | 『ニルヤの島』                                          | 柴田勝家           | 2014年11月（ハヤカワSFシリーズ Jコレクション）                                        |
| 第2回（2014年）  | 362篇  | 最終候補 | 『鴉龍天晴』                                            | 神々廻楽市         | 2014年12月（ハヤカワSFシリーズ Jコレクション）                                        |
| 第2回（2014年）  | 362篇  | 最終候補 | 『母になる、石の礫で』                                  | 倉田タカシ         | 2015年3月（ハヤカワSFシリーズ Jコレクション）                                         |
| 第2回（2014年）  | 362篇  | 最終候補 | 「オルフェウスの妻」                                    | 伏見完             |                                                                                       |
| 第2回（2014年）  | 362篇  | 最終候補 | 「月の王冠」                                            | 梶原祐二           |                                                                                       |
| 第3回（2015年）  | 336篇  | 大賞     | 『ユートロニカのこちら側』                              | 小川哲             | 2015年11月（ハヤカワSFシリーズ Jコレクション）                                        |
| 第3回（2015年）  | 336篇  | 佳作     | 『世界の涯ての庭』                                      | つかいまこと       | 2015年11月（ハヤカワ文庫JA）                                                          |
| 第3回（2015年）  | 336篇  | 最終候補 | 「暗黒惑星」                                            | 冬乃雀             |                                                                                       |
| 第3回（2015年）  | 336篇  | 最終候補 | 「花屋旦那の事件帳 狗駆ける夜」                         | 茶屋休石           |                                                                                       |
| 第3回（2015年）  | 336篇  | 最終候補 | 「Dystopiartwork」                                      | 維嶋津             |                                                                                       |
| 第4回（2016年）  | 335篇  | 大賞     | 該当作なし                                              |                    |                                                                                       |
| 第4回（2016年）  | 335篇  | 優秀賞   | 『世界の終わりの壁際で』                                | 吉田エン           | 2016年11月（ハヤカワ文庫JA）                                                          |
| 第4回（2016年）  | 335篇  | 優秀賞   | 『ヒュレーの海』                                        | 黒石迩守           | 2016年11月（ハヤカワ文庫JA）                                                          |
| 第4回（2016年）  | 335篇  | 特別賞   | 『最後にして最初のアイドル』                            | 草野原々           | 2016年11月（早川書房 電子書籍）                                                       |
| 第4回（2016年）  | 335篇  | 最終候補 | 「マキガイドリイム」                                    | 斧田小夜           |                                                                                       |
| 第4回（2016年）  | 335篇  | 最終候補 | 「ゴリンデン」                                          | 西川達也           |                                                                                       |
| 第5回（2017年）  | 400篇  | 大賞     | 『コルヌトピア』                                        | 津久井五月         | 2017年11月（早川書房 単行本）                                                         |
| 第5回（2017年）  | 400篇  | 大賞     | 『構造素子』                                            | 樋口恭介           | 2017年11月（早川書房 単行本）                                                         |
| 第5回（2017年）  | 400篇  | 最終候補 | 『赤いオーロラの街で』                                  | 伊藤瑞彦           | 2017年12月（ハヤカワ文庫JA）                                                          |
| 第5回（2017年）  | 400篇  | 最終候補 | 「スターダスト・レイン」                                | 愛内友紀           | 2018年1月（ハヤカワ文庫JA） （『星を墜とすボクに降る、ましろの雨』に改題）            |
| 第5回（2017年）  | 400篇  | 最終候補 | 「オルゴール」                                          | 平島摂子           |                                                                                       |
| 第5回（2017年）  | 400篇  | 最終候補 | 「記憶の熱量」                                          | 若里実             |                                                                                       |
| 第6回（2018年）  | ?篇    | 大賞     | 該当作なし                                              |                    |                                                                                       |
| 第6回（2018年）  | ?篇    | 優秀賞   | 『トランスヒューマンガンマ線バースト童話集』            | sanpow             | 2018年11月（早川書房 単行本）                                                         |
| 第6回（2018年）  | ?篇    | 最終候補 | 「陰花 kagehana」                                       | 梶原祐二           |                                                                                       |
| 第6回（2018年）  | ?篇    | 最終候補 | 「無名標」                                              | 九条鷹             |                                                                                       |
| 第6回（2018年）  | ?篇    | 最終候補 | 「最初の殺人」                                          | 耳目               |                                                                                       |
| 第6回（2018年）  | ?篇    | 最終候補 | 「名前と臓器が交差する220と284」                        | 小橋徹             |                                                                                       |
| 第6回（2018年）  | ?篇    | 最終候補 | 「なかよくしようよ」                                    | 蒜山目賀田         |                                                                                       |
| 第7回（2019年）  | ?篇    | 大賞     | 該当作なし                                              |                    |                                                                                       |
| 第7回（2019年）  | ?篇    | 優秀賞   | 『オーラリメイカー』                                    | 春暮康一           | 2019年11月（早川書房 単行本）                                                         |
| 第7回（2019年）  | ?篇    | 特別賞   | 「不可視の檻」                                          | 葉月十夏           | 2019年11月（早川書房 単行本） （『天象の檻』に改題）                                  |
| 第7回（2019年）  | ?篇    | 最終候補 | 「耳調師セツと小さな赤の女王」                          | 成田杣道           |                                                                                       |
| 第7回（2019年）  | ?篇    | 最終候補 | 「Earth II Europa」                                     | 瀧本無知           |                                                                                       |
| 第7回（2019年）  | ?篇    | 最終候補 | 「ハチェットマンズ・ディストーション」                  | 水町綜             |                                                                                       |
| 第8回（2020年）  | ?篇    | 大賞     | 該当作なし                                              |                    |                                                                                       |
| 第8回（2020年）  | ?篇    | 優秀賞   | 「ヴィンダウス・エンジン」                              | 十三不塔           | 2020年11月（ハヤカワ文庫JA）                                                          |
| 第8回（2020年）  | ?篇    | 優秀賞   | 「電子の泥舟に金貨を積んで」                            | 竹田人造           | 2020年11月（ハヤカワ文庫JA） （『人工知能で10億ゲットする完全犯罪マニュアル』に改題） |
| 第8回（2020年）  | ?篇    | 最終候補 | 「それがぼくらのアドレセンス」                          | 酒田青枝           |                                                                                       |
| 第8回（2020年）  | ?篇    | 最終候補 | 「サムライズ・リグ」                                    | 毒島門左衛門       |                                                                                       |
| 第8回（2020年）  | ?篇    | 最終候補 | 「識閾の弔歌」                                          | 満腹院蒼膳         |                                                                                       |
| 第9回（2021年）  | ?篇    | 大賞     | 『スター・シェイカー』                                  | オスタハーゲンの鍵 | 2022年1月（早川書房 単行本）                                                          |
| 第9回（2021年）  | ?篇    | 優秀賞   | 『サーキット・スイッチャー』                            | 安野貴博           | 2022年1月（早川書房 単行本）                                                          |
| 第9回（2021年）  | ?篇    | 最終候補 | 「機構―In the System―」                                 | 満腹院蒼膳         |                                                                                       |
| 第9回（2021年）  | ?篇    | 最終候補 | 「ドーン・プロトコル」                                  | 江島周             |                                                                                       |
| 第9回（2021年）  | ?篇    | 最終候補 | 「このしらす」                                          | 塩崎ツトム         |                                                                                       |
| 第10回（2022年） | ?篇    | 大賞     | 『標本作家』                                            | 小川楽喜           | 2023年1月                                                                             |
| 第10回（2022年） | ?篇    | 特別賞   | 『ダイダロス』                                          | 塩崎ツトム         | 2023年1月                                                                             |
| 第10回（2022年） | ?篇    | 最終候補 | 「スランバー・デイズ」                                  | 江島周             |                                                                                       |
| 第10回（2022年） | ?篇    | 最終候補 | 「アクアリウム・ララバイ」                              | 麻上柊             |                                                                                       |
| 第10回（2022年） | ?篇    | 最終候補 | 「白のマチエール」                                      | 小田明宜           |                                                                                       |
| 第11回（2023年） | ?篇    | 大賞     | 「ホライズン・ガール～地平の少女～」                    | 矢野アロウ         | 2023年12月（早川書房 単行本） （『ホライズン・ゲート 事象の狩人』に改題）             |
| 第11回（2023年） | ?篇    | 特別賞   | 「ここはすべての夜明けまえ」                            | 間宮改衣           | 『S-Fマガジン』2024年2月号に全文掲載。                                                |
| 第11回（2023年） | ?篇    | 最終候補 | 「アポロ・チルドレン」                                  | ナイン             |                                                                                       |
| 第11回（2023年） | ?篇    | 最終候補 | 「NORTHERN LIGHTS HOTEL」                               | 山下新             |                                                                                       |
| 第11回（2023年） | ?篇    | 最終候補 | 「新世界まであと何歩」                                  | はにかみいちご     |                                                                                       |
| 第11回（2023年） | ?篇    | 最終候補 | 「リ・エングラム」                                      | 江島周             |                                                                                       |
| 第12回（2024年） | ?篇    | 大賞     | 「コミケへの聖歌」                                      | カスガ             | 2025年1月（早川書房 単行本）                                                          |
| 第12回（2024年） | ?篇    | 大賞     | 「羊式型人間模擬機」                                    | 犬怪寅日子         | 2025年1月（早川書房 単行本）                                                          |
| 第12回（2024年） | ?篇    | 優秀賞   | 「マイ・ゴーストリー・フレンド」                        | カリベユウキ       | 2025年2月（早川書房 単行本）                                                          |
| 第12回（2024年） | ?篇    | 最終候補 | 「あなたの音楽を聞かせて」                              | 藤田祥平           |                                                                                       |
| 第12回（2024年） | ?篇    | 最終候補 | 「クラップ、クラッパー、クラップ」                      | やまだのぼる       |                                                                                       |
| 第12回（2024年） | ?篇    | 最終候補 | 「バトルシュライナー・ジョーゴ 崩壊編／黎明編／飛翔編」 | 水町綜             |                                                                                       |

## ハヤカワ・SFコンテスト（1961年～1992年）
第1回は「空想科学小説コンテスト」、第2・3回は「SFコンテスト」として開催。第4回は「SF三大コンテスト」として小説部門、アート部門、漫画・劇画部門の三部門を募集した。第5回から「ハヤカワ・SFコンテスト」として開催されていた。

### 選考委員
- 第1回：安部公房、半沢朔一郎、藤本真澄、田中友幸、円谷英二、早川清、SFマガジン編集部
- 第2回：安部公房、半沢朔一郎、藤本真澄、田中友幸、円谷英二、SFマガジン編集部
- 第3回：安部公房、星新一、藤本真澄、田中友幸、円谷英二、SFマガジン編集部
- 第4回（小説部門）：石川喬司、小松左京、筒井康隆、福島正実、星新一、森優
- 第4回（アート部門）：武部本一郎、野田昌宏、真鍋博
- 第4回（漫画・劇画部門）：石森章太郎、小野耕世、手塚治虫
- 第5回 - 第6回：小松左京、眉村卓、伊藤典夫
- 第7回 - 第11回：眉村卓、石原藤夫、伊藤典夫
- 第12回 - 第14回：眉村卓、石原藤夫、伊藤典夫、今岡清
- 第15回 - 第18回：眉村卓、柴野拓美、川又千秋、今岡清

### 受賞作
| 回（年）         | 応募数 | 賞             | 賞            | 受賞作                             | 受賞者       | 掲載                       |
| ---------------- | ------ | -------------- | ------------- | ---------------------------------- | ------------ | -------------------------- |
| 第1回（1961年）  | 不明   | 入選           | 入選          | 該当作なし                         | 該当作なし   | 該当作なし                 |
| 第1回（1961年）  | 不明   | 佳作（第1席）  | 佳作（第1席） | 『地球エゴイズム』                 | 山田好夫     | 『SFマガジン』1961年9月号  |
| 第1回（1961年）  | 不明   | 佳作（第2席）  | 佳作（第2席） | 『下級アイデアマン』               | 眉村卓       | 『SFマガジン』1961年10月号 |
| 第1回（1961年）  | 不明   | 佳作（第3席）  | 佳作（第3席） | 『時間砲』                         | 豊田有恒     |                            |
| 第1回（1961年）  | 不明   | 努力賞         | 努力賞        | 『地には平和を』                   | 小松左京     |                            |
| 第1回（1961年）  | 不明   | SF奨励賞       | SF奨励賞      | 『宇宙艇発信せよ』                 | 野町祥太郎   |                            |
| 第1回（1961年）  | 不明   | SF奨励賞       | SF奨励賞      | 『殺人地帯』                       | 平井和正     |                            |
| 第1回（1961年）  | 不明   | SF奨励賞       | SF奨励賞      | 『宇宙都市計画』                   | 小隅黎       |                            |
| 第1回（1961年）  | 不明   | SF奨励賞       | SF奨励賞      | 『行くもの』                       | 平田自一     |                            |
| 第1回（1961年）  | 不明   | SF奨励賞       | SF奨励賞      | 『第三の天才』                     | 篠原靖忠     |                            |
| 第1回（1961年）  | 不明   | SF奨励賞       | SF奨励賞      | 『十八年後』                       | 淵上襄       |                            |
| 第1回（1961年）  | 不明   | SF奨励賞       | SF奨励賞      | 『死者還る』                       | 徳納晃一     |                            |
| 第1回（1961年）  | 不明   | SF奨励賞       | SF奨励賞      | 『ナポレオンの帽子』               | 小野耕世     |                            |
| 第1回（1961年）  | 不明   | SF奨励賞       | SF奨励賞      | 『何かが後からついてくる』         | 宮崎惇       |                            |
| 第1回（1961年）  | 不明   | SF奨励賞       | SF奨励賞      | 『アミーバ作戦』                   | 加納一朗     |                            |
| 第1回（1961年）  | 不明   | SF奨励賞       | SF奨励賞      | 『私は死んでいた』                 | 島内三秀     |                            |
| 第1回（1961年）  | 不明   | SF奨励賞       | SF奨励賞      | 『シローエ2919』                   | 光瀬龍       |                            |
| 第2回（1962年）  | 349編  | 入選（第1席）  | 入選（第1席） | 該当作なし                         | 該当作なし   | 該当作なし                 |
| 第2回（1962年）  | 349編  | 入選（第2席）  | 入選（第2席） | 該当作なし                         | 該当作なし   | 該当作なし                 |
| 第2回（1962年）  | 349編  | 入選（第3席）  | 入選（第3席） | 『お茶漬けの味』                   | 小松左京     | 『SFマガジン』1963年1月号  |
| 第2回（1962年）  | 349編  | 入選（第3席）  | 入選（第3席） | 『収穫』                           | 半村良       | 『SFマガジン』1963年3月号  |
| 第2回（1962年）  | 349編  | 佳作           | 佳作          | 『無機世界へ』                     | 筒井康隆     |                            |
| 第2回（1962年）  | 349編  | 佳作           | 佳作          | 『平和な死体作戦』                 | 朝九郎       |                            |
| 第2回（1962年）  | 349編  | 佳作           | 佳作          | 『震える』                         | 山田好夫     |                            |
| 第2回（1962年）  | 349編  | 佳作           | 佳作          | 『火星で最後の……』                 | 豊田有恒     | 『SFマガジン』1963年4月号  |
| 第3回（1964年）  | 258編  | 入選           | 入選          | 該当作なし                         | 該当作なし   | 該当作なし                 |
| 第3回（1964年）  | 258編  | 佳作（第1席）  | 佳作（第1席） | 『太陽連合』                       | 吉原忠男     | 『SFマガジン』1964年8月号  |
| 第3回（1964年）  | 258編  | 佳作（第2席）  | 佳作（第2席） | 『プログラムどおり』               | 松崎真治     |                            |
| 第3回（1964年）  | 258編  | 佳作（第3席）  | 佳作（第3席） | 『黒潮』                           | 永田実       |                            |
| 第3回（1964年）  | 258編  | 努力賞         | 努力賞        | 『金色の蟻』                       | 岩武都       |                            |
| 第3回（1964年）  | 258編  | 努力賞         | 努力賞        | 『昆虫都市』                       | 二瓶寛       |                            |
| 第3回（1964年）  | 258編  | 努力賞         | 努力賞        | 『宇宙艇307』                      | 西崎恭       |                            |
| 第3回（1964年）  | 258編  | 努力賞         | 努力賞        | 『海底より永遠に』                 | 小川俊一     |                            |
| 第3回（1964年）  | 258編  | 奨励賞         | 奨励賞        | 『復活』                           | 津田道夫     |                            |
| 第3回（1964年）  | 258編  | 奨励賞         | 奨励賞        | 『太陽系の子ら』                   | 栗山豪       |                            |
| 第3回（1964年）  | 258編  | 奨励賞         | 奨励賞        | 『化石』                           | 美留町明     |                            |
| 第3回（1964年）  | 258編  | 奨励賞         | 奨励賞        | 『望郷の国』                       | 古帆里麻     |                            |
| 第3回（1964年）  | 258編  | 奨励賞         | 奨励賞        | 『孵化』                           | 丹土真紀     |                            |
| 第3回（1964年）  | 258編  | 奨励賞         | 奨励賞        | 『黒い死』                         | 武藤紘幸     |                            |
| 第3回（1964年）  | 258編  | 奨励賞         | 奨励賞        | 『植物戦争』                       | 今保川登志夫 |                            |
| 第4回（1974年）  | 620編  | 小説部門       | 入選（第1席） | 『クロマキー・ブルー』             | 川田武       | 『SFマガジン』1974年9月号  |
| 第4回（1974年）  | 620編  | 小説部門       | 入選（第2席） | 『そして……』                       | 松崎保美     | 『SFマガジン』1974年9月号  |
| 第4回（1974年）  | 620編  | 小説部門       | 入選（第3席） | 『奇妙な民間療法』                 | 石川智嗣     | 『SFマガジン』1974年9月号  |
| 第4回（1974年）  | 620編  | 小説部門       | 佳作          | 『封印された書』                   | 海上真幸     |                            |
| 第4回（1974年）  | 620編  | 小説部門       | 佳作          | 『夏の旅人』                       | 田中文雄     | 『SFマガジン』1974年11月号 |
| 第4回（1974年）  | 620編  | 小説部門       | 選外優秀作    | 『決戦日本シリーズ』               | かんべむさし | 『SFマガジン』1975年1月号  |
| 第4回（1974年）  | 620編  | 小説部門       | 選外優秀作    | 『仮面舞踏会』                     | 山尾悠子     | 『SFマガジン』1975年11月号 |
| 第4回（1974年）  | 620編  | アート部門     | 入選（第1位） |                                    | 加藤直之     |                            |
| 第4回（1974年）  | 620編  | アート部門     | 佳作          |                                    | 新井功       |                            |
| 第4回（1974年）  | 620編  | アート部門     | 佳作          | 畠山弥生                           |              |                            |
| 第4回（1974年）  | 620編  | アート部門     | 佳作          | 宮武一貴                           |              |                            |
| 第4回（1974年）  | 620編  | 漫画・劇画部門 | 入選（第1位） | 『地球人のポートフォリオD・S』     | 塩沢太一     |                            |
| 第4回（1974年）  | 620編  | 漫画・劇画部門 | 入選（第2位） | 『風景の精神』                     | 塚本俊昭     |                            |
| 第4回（1974年）  | 620編  | 漫画・劇画部門 | 入選（第3位） | 『無題』                           | 桑原継夫     |                            |
| 第5回（1979年）  | 409編  | 入選（第1席）  | 入選（第1席） | 『花狩人』                         | 野阿梓       | 『SFマガジン』1979年8月号  |
| 第5回（1979年）  | 409編  | 佳作           | 佳作          | 『狐と踊れ』                       | 神林長平     | 『SFマガジン』1979年9月号  |
| 第5回（1979年）  | 409編  | 参考作         | 参考作        | 『超ゲーム』                       | 浅利知輝     |                            |
| 第6回（1980年）  | 306編  | 入選           | 入選          | 該当作なし                         | 該当作なし   | 該当作なし                 |
| 第6回（1980年）  | 306編  | 佳作           | 佳作          | 『一人で歩いていった猫』           | 大原まり子   |                            |
| 第6回（1980年）  | 306編  | 参考作         | 参考作        | 『アウトクライド・ドリーマー』     | 大河司       |                            |
| 第6回（1980年）  | 306編  | 参考作         | 参考作        | 『時を克えすぎて』                 | 火浦功       |                            |
| 第6回（1980年）  | 306編  | 参考作         | 参考作        | 『夢魔のふる夜』                   | 水見稜       |                            |
| 第7回（1981年）  | 487編  | 入選           | 入選          | 該当作なし                         | 該当作なし   | 該当作なし                 |
| 第7回（1981年）  | 487編  | 佳作（第1席）  | 佳作（第1席） | 『放浪者目覚めるとき』             | 冬川正左     | 『SFマガジン』1981年11月号 |
| 第7回（1981年）  | 487編  | 佳作（第2席）  | 佳作（第2席） | 『ふたご』                         | 艸上人       |                            |
| 第7回（1981年）  | 487編  | 佳作（第3席）  | 佳作（第3席） | 『真夜中のカーニバル』             | 所与志夫     |                            |
| 第7回（1981年）  | 487編  | 佳作（第3席）  | 佳作（第3席） | 『スペリオル・サエクルム』         | 萩裕子       |                            |
| 第8回（1982年）  | 717編  | 入選           | 入選          | 該当作なし                         | 該当作なし   | 該当作なし                 |
| 第8回（1982年）  | 717編  | 努力賞         | 努力賞        | 『狂える神のしもべ』               | 川瀬義行     |                            |
| 第9回（1983年）  | 不明   | 入選           | 入選          | 該当作なし                         | 該当作なし   | 該当作なし                 |
| 第9回（1983年）  | 不明   | 努力賞         | 努力賞        | 『惑星〈ジェネシス〉』             | 内藤淳一郎   |                            |
| 第9回（1983年）  | 不明   | 参考作         | 参考作        | 『硝子細工のプライヴェイト・アイ』 | 香野雅紀     |                            |
| 第9回（1983年）  | 不明   | 参考作         | 参考作        | 『複眼の怒り』                     | 生成順次     |                            |
| 第10回（1984年） | 不明   | 入選           | 入選          | 該当作なし                         | 該当作なし   | 該当作なし                 |
| 第10回（1984年） | 不明   | 佳作           | 佳作          | 『進化の運命』                     | 川村晃久     |                            |
| 第10回（1984年） | 不明   | 佳作           | 佳作          | 『我ら月にも輝きを与えよ』         | 工藤雅子     |                            |
| 第11回（1985年） | 749編  | 入選           | 入選          | 該当作なし                         | 該当作なし   | 該当作なし                 |
| 第11回（1985年） | 749編  | 参考作         | 参考作        | 『竜の降りる夜』                   | 中井紀夫     |                            |
| 第11回（1985年） | 749編  | 参考作         | 参考作        | 『半人娼婦』                       | 江黒基       |                            |
| 第12回（1986年） | 828編  | 入選           | 入選          | 該当作なし                         | 該当作なし   | 該当作なし                 |
| 第12回（1986年） | 828編  | 佳作           | 佳作          | 『凍った嘴』                       | 岸祐介       |                            |
| 第12回（1986年） | 828編  | 参考作         | 参考作        | 『生が二人を分かつとも』           | 野波恒夫     |                            |
| 第12回（1986年） | 828編  | 参考作         | 参考作        | 『一万年の貝殻都市』               | 藤田雅矢     |                            |
| 第13回（1987年） | 852編  | 入選（第3席）  | 入選（第3席） | 『邪眼（イーヴル・アイズ）』       | 柾悟郎       | 『SFマガジン』1987年12月号 |
| 第13回（1987年） | 852編  | 佳作           | 佳作          | 『天に光を』                       | 桜井翼       |                            |
| 第13回（1987年） | 852編  | 参考作         | 参考作        | 『コルクの上で悶えるものは』       | 山品千璋     |                            |
| 第14回（1988年） | 641編  | 入選           | 入選          | 該当作なし                         | 該当作なし   | 該当作なし                 |
| 第14回（1988年） | 641編  | 佳作           | 佳作          | 『葉末をわたる風』                 | 金子隆一     |                            |
| 第15回（1989年） | 588編  | 入選           | 入選          | 該当作なし                         | 該当作なし   | 該当作なし                 |
| 第16回（1990年） | 515編  | 入選（第3席）  | 入選（第3席） | 『ひとすくいの大海』               | 御影防人     |                            |
| 第16回（1990年） | 515編  | 佳作           | 佳作          | 『聖花』                           | 山下敬       |                            |
| 第16回（1990年） | 515編  | 参考作         | 参考作        | 『シュガーボクサー』               | 芳賀良彦     |                            |
| 第16回（1990年） | 515編  | 参考作         | 参考作        | 『Dancing Electric Bear』          | 北野勇作     |                            |
| 第17回（1991年） | 480編  | 入選（第2席）  | 入選（第2席） | 『夢の樹が接げたなら』             | 森岡浩之     |                            |
| 第17回（1991年） | 480編  | 入選（第3席）  | 入選（第3席） | 『バルーン・タウンの殺人』         | 松尾由美     |                            |
| 第18回（1992年） | 445編  | 入選           | 入選          | 該当作なし                         | 該当作なし   | 該当作なし                 |
| 第18回（1992年） | 445編  | 佳作           | 佳作          | 『ミューズの額縁』                 | 完甘直隆     |                            |